# سلطان کمدی (فیلم ۱۹۹۹)
سلطان کمدی (انگلیسی: King of Comedy) یک فیلم کمدی رمانتیک و کمدی درام به کارگردانی استیون چو و لی لیک-چی است که در سال ۱۹۹۹ منتشر شد. از بازیگران آن می‌توان به استیون چو، کارن موک، سیسیلیا چیانگ، جکی چان و نگ مان-تات اشاره کرد.